# Ante Čačić
Ante Čačić (Zagreb, 29. rujna 1953.), hrvatski je nogometni trener. Bivši je izbornik hrvatske nogometne reprezentacije.

## Trenerska karijera
Čačić je rođen u Zagrebu 29. rujna 1953. godine. U Zagrebu je završio Višu trenersku školu pri Kineziološkom fakultetu i jedan je od prvih deset trenera u Hrvatskoj koji su stekli Pro licencu.
Početci trenerske karijere vezani su mu uz nižerazredni amaterski klub NK Prigorje iz Markuševca, gdje je završio igračku i započeo trenersku karijeru i nastavio u tadašnjem regionalnom ligašu NK TPK (sada NK HAŠK), zatim je trenirao NK Zadar, NK Dubrava, NK Inter-Zaprešić, NK Osijek, NK Slaven Belupo, NK Kamen Ingrad, NK Croatia Sesvete, NK Lokomotiva i GNK Dinamo. 
Inter, Osijek i Dubravu uveo je u Prvu ligu.
U travnju 2013. godine preuzeo je sesvetski NK Radnik. s kojim nije uspio izboriti ostanak u 2. HNL. Dana 5. lipnja 2013. godine postao je trener slovenskog prvaka Maribora. S Mariborom je sporazumno raskinuo ugovor 29. rujna 2013. godine.
U studenome 2014. godine preuzima klupu Slaven Belupa.
U lipnju 2015. godine preuzima klupu NK Lokomotive.
Od 2019. godine vodi kairski Pyramids, s kojim je došao do završnice Kupa CAF, pobijedivši u poluzavršnici 22. listopada 2020. u marokanskoj Casablanci na stadionu Muhameda V. gvinejsku Horoyju 2:0. U završnici u Rabatu igrat će na stadionu princa Moulaya Abdallaha protiv marokanskog Berkanea.

### Mlada hrvatska reprezentacija
Od 1994. do 1998. godine, bio je pomoćnik Martinu Novoselcu i Ivi Šušku u mladoj hrvatskoj reprezentaciji.

### Libijska reprezentacija
Ante Čačić bio je izbornik mlade reprezentacije Libije te pomoćnik Iliji Lončareviću u seniorskoj selekciji. S mladom reprezentacijom Libije osvojio je brončanu medalju na Mediteranskim igrama u Almeriji 2005. godine.

### Hrvatska reprezentacija
Dana 22. rujna 2015. godine imenovan je izbornikom hrvatske nogometne reprezentacije.
Na Europskom prvenstvu u Francuskoj 2016. godine, odveo je Hrvatsku do osmine finala u kojem je izgubila od Portugala 0:1 u produžetcima.
U prosincu 2016. godine, izabran je kao sedmi najbolji trener reprezentacija pod okriljem FIFA-e, te sedmi najbolji trener reprezentacija na Europskome prvenstvu 2016. godine.
Nakon neodlučenog rezultata s Finskom (1:1) u listopadu 2017. godine tijekom kvalifikacijskog ciklusa za SP 2018., HNS ga smjenjuje pred zadnju utakmicu protiv Ukrajine, te na njegovo mjesto dolazi Zlatko Dalić. Ante Čačić vodio je reprezentaciju 25 puta: ostvarivši 15 pobjeda, 6 neodlučenih rezultata, te 4 poraza.

### Pyramids FC
U prosincu 2019. godine postao je trenerom egipatskoga kluba Pyramids FC, s kojim je u egipatskome prvenstvu završio na trećem mjestu u sezoni 2019./20. Uspio je dovesti svoju momčad u završnicu CAF Konfederacijskoga kupa 2019./20., igranoj u Rabatu 25. listopada 2020. godine na stadionu Prince Moulay Abdallah, no izgubili su od marokanskoga kluba Berkanea s 0:1. Nakon toga klub je raskinuo ugovor s njim.

## Priznanja

### Klupska
Dinamo Zagreb
- Prva HNL (3): 2011./12., 2021./22., 2022./23.
- Hrvatski nogometni kup (1): 2012.
- Hrvatski nogometni superkup (1): 2022.

NK Maribor
- Slovenski nogometni superkup (1): 2013.[13]

NK Dubrava
- Druga HNL (1): 1992./93.

NK Inter Zaprešić
- Druga HNL (1): 2002./03.

NK Zadar
- Međurepublička liga - Zapad (3. jugoslavenski ligaški rang) (1): 1990./91.

### Reprezentativna
Libija do 21 godine
- XV. Mediteranske igre – Almería 2005., brončana medalja.

## Vanjske poveznice
- Profil, Transfermarkt